# 도시촌 (미에현)
도시촌(答志村)은 일본 미에현 시마군에 설치되었던 촌이다. 현재의 도바시의 일부에 해당한다.